# EMD AEM-7
EMD AEM-7 – amerykańska lokomotywa elektryczna używana w północno-wschodniej części USA (na liniach łączących Waszyngton z Bostonem). Budowana w latach 1978-1988 przez Electro-Motive Diesel. Podstawowe podzespoły tej lokomotywy są identyczne jak w szwedzkich lokomotywach ASEA Rc-4

## Historia
Problemy z zakupionymi w połowie lat 70. lokomotywami GE E60 sprawiły, że Amtrak zaczął poszukiwać innej lokomotywy mogącej zastąpić udane, ale przestarzałe lokomotywy PRR GG1. W 1977 zakupiono do testów francuską lokomotywę typu CC 21000 (otrzymała oznaczenie X996) i szwedzką ASEA Rc-4 (X995). Po próbach postanowiono zakupić lokomotywy Rc-4. Otrzymały one oznaczenie AEM-7. W 1977 roku zamówiono 30 lokomotyw, w 1980 następne 17.
Lokomotywy były montowane przez General Motors Electro-Motive Division. W USA produkowane były tylko pudła lokomotyw (przez firmę Budd Company), reszta podzespołów była importowana ze Szwecji. Pierwsza seryjna lokomotywa AEM-7 (numer 900) weszła do eksploatacji w 1979 roku. W latach 1980–1982 dostarczono pozostałe 46 lokomotyw AEM-7 przeznaczonych dla Amtrak (numery 901-946) co pozwoliło wycofać lokomotywy PRR GG1. W 1987 roku Amtrak zamówił dodatkowe 7 lokomotyw AEM-7. Zostały one dostarczone do 1988 roku.
Poza Amtrak, lokomotywy AEM-7 są używane także przez firmy MARC (cztery lokomotywy o numerach 4900-4903 zbudowane w 1986 roku i SEPTA (siedem lokomotyw o numerach 2301-2307 zbudowanych w 1987 roku). Podobnych lokomotyw ALP-44 (opartych na nowszych ASEA Rc-6 i Rc-7) używa także New Jersey Transit.
Łącznie zbudowano 65 lokomotyw typu AEM-7, z czego z ruchu wycofano trzy. Były to należące do Amtrak 903 i 913 zniszczone 4 stycznia 1987 w katastrofie kolejowej (zderzenie z pociągiem towarowym firmy Conrail) i 930 uszkodzona 29 czerwca 2003 roku i 8 lipca tego samego roku wycofana z ruchu.
W 1999 roku Amtrak wspólnie z firmą Alstom rozpoczął modernizację lokomotyw AEM-7 do standardu AEM-7AC (wymieniono cześć wyposażenia elektrycznego i zmodernizowano kabinę maszynisty). Ostatnie lokomotywy AEM7 zostały wycofane z ruchu w 2014 roku i zastąpione przez lokomotywę Siemensa ACS-64 w Amtraku .